# Helena Kok
Helena „Jet“ Kok (* 17. Juli 2004) ist eine niederländische Volleyballspielerin.

## Karriere
Kok begann ihre Karriere mit sechs Jahren bei Forza Hoogland. Danach spielte sie bei PDK Huizen. In der Saison 2021/22 trat die Außenangreiferin für Laudame Financials VCN an. Danach wechselte sie zum VC Zwolle. 2024/25 spielte sie bei Dynamo Apeldoorn. Mit der niederländischen Nationalmannschaft spielte sie in der Nations League 2025. Zur Saison 2025/26 wechselte Kok zum deutschen Bundesligisten SSC Palmberg Schwerin.